# Wole oczy

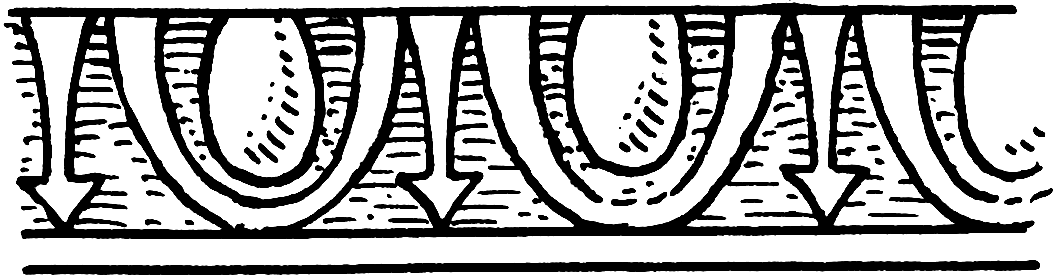

Wole oczy (wole oczka, jajownik) – rodzaj ciągłego ornamentu reliefowego w architekturze klasycznej i klasycyzującej.
Ornament architektoniczny z powtarzającym się motywem wypukłego owalu, który służy głównie do ozdabiania listew o profilu półwałka lub ćwierćwałka. Jego ułożone równolegle i sąsiadujące formy owalne oddzielone są strzałką o ostrzu dolnym w przypadku wąskich odstępów, a przy szerokich – liściem akantu. Jajownik stanowi zdobienie typowe dla kimationu w porządku jońskim.